# Sidney S. Warner

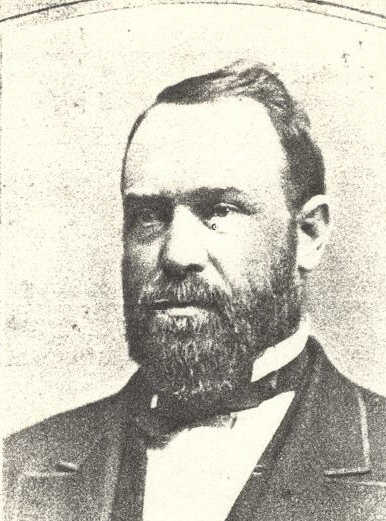
S.S. Warner

Sidney Sardus Warner (* 17. April 1829 in Suffield, Connecticut; † 6. Juli 1908 in Wellington, Ohio) war ein US-amerikanischer Politiker (Republikanische Partei). Er saß in der Ohio General Assembly und war von 1866 bis 1871 Treasurer of State von Ohio.

## Werdegang
Sidney Sardus Warner wurde 1829 im Hartford County geboren. Die Familie Warner zog dann 1832 nach Ohio und ließ sich dort in Mantua (Portage County) nieder. 1839 zog die Familie von dort nach Lorain County (Ohio). Die Folgejahre waren von der Wirtschaftskrise von 1837 und dem Mexikanisch-Amerikanischen Krieg überschattet. Warner wurde 1861 in das Repräsentantenhaus von Ohio gewählt und 1863 erneut. Er saß in der 55. und der 56. General Assembly. Seine Abgeordnetenzeit war vom Bürgerkrieg überschattet. Warner wurde 1865 zum Treasurer of State von Ohio gewählt und 1867 sowie 1869 wiedergewählt. Später kandidierte er für die Nominierung für das Amt des Gouverneurs von Ohio und einen Sitz im Kongress. Ferner war er ein Bankier und Hersteller in Wellington (Ohio). Bei der Präsidentschaftswahl im Jahr 1880 fungierte er als Wahlmann für James A. Garfield und Chester A. Arthur. Er verstarb 1908 in Wellington und wurde dann dort auf dem Greenwood Cemetery beigesetzt.
Warner heiratete 1851 Margaret A. Bradner aus dem Lorain County. Das Paar hatte vier Kinder.